# Musikverkstan
Musikverkstan AB är ett svenskt skivbolag i Skara, bildat 1997 och ägs av Anders Engberg och Torgny Söderberg.

## Artister och grupper
- Alive
- Arvingarna
- Flamingokvintetten
- Herreys
- Magnus Johansson
- Umberto Marcato
- Magnus Johansson
- Tim Nordahl
- Lena Philipsson
- Woodii